# Síndrome de la llama boja
La síndrome de la llama boja o síndrome del mascle embogit (ja que es detecta més en mascles) és una condició psicològica patida per les llames i alpaques que creixen sota la influència humana i que comporta un comportament agressiu perillós cap als éssers humans. El terme ha estat sobreutilitzat, i a vegades ha estat d'ús inapropiat en el cas d'algunes llames amb personalitats agressives però que no estaven veritablement "embogides".
La condició és resultat de la impremta humana dels cuidadors que s'obsessionen excessivament per assolir un grau d'amistat amb les llames. Aquesta impremta es pot veure reflectida en l'alimentació induïda i per l'aïllament d'altres llames. La interacció amb els mascles de llama pot ser aspra, incloent-hi trepitjades i mossegades, ja que tenen un caràcter força territorial. Les llames mascles que pateixen d'aquesta condició esdevenen perillosos quan aquest comportament és dirigit cap als éssers humans i aquestes llames acaben normalment sacrificades per eutanàsia. Les llames femella també poden patir aquesta síndrome d'embogiment de llama però el seu comportament és normalment limitat a escopir i a ser més difícils de manejar.
La síndrome d'embogiment de les llames pot ser previnguda en llames mascles a través de castració abans de la pubertat.